# Tutto l'oro del mondo
Tutto l'oro del mondo (Tout l'or du monde) è un film del 1961 diretto da René Clair.